# Martin Marinčin
Martin Marinčin (* 18. únor 1992, Košice) je slovenský hokejový obránce hrající za tým HC Oceláři Třinec v české nejvyšší soutěži.

## Hráčská kariéra
Odchovanec košického hokeje. Kariéru začal v sezóně 2006/07. V sezóně 2009/10 ho pozval trenér Anton Tomko do A mužstva Košic. Sezónu odehrál v týmu HK Orange 20. V draftu v roce 2010 byl draftován klubem Edmonton Oilers v druhém kole ze 46. místa. Stejně v témže roce ho draftoval i klub KHL Avtomobilist Jekatěrinburg z celkového pátého místa a stal se i jedničkou vstupního draftu CHL, když si ho vybral klub Prince George Cougars.

## Ocenění a úspěchy
- 2016 MS – Top tří nejlepších hráčů v týmu
- 2019 MS – Nejlepší střelec mezi obránci

## Prvenství

### NHL
- Debut – 5. prosince 2013 (Edmonton Oilers proti Colorado Avalanche)
- První asistence – 24. ledna 2014 (Edmonton Oilers proti Phoenix Coyotes)
- První gól – 25. března 2015 (Edmonton Oilers proti Colorado Avalanche, kanadskému brankáři Ben Scrivens)

### ČHL
- Debut – 10. září 2021 (HC Oceláři Třinec proti Madeta Motor České Budějovice)
- První asistence – 10. září 2021 (HC Oceláři Třinec proti Madeta Motor České Budějovice)
- První gól – 28. září 2021 (HC Oceláři Třinec proti Bílí Tygři Liberec, českému brankáři Petru Kváčovi)

## Klubové statistiky
| Sezóna       | Klub                  | Soutěž       |     | Základní část | Základní část | Základní část | Základní část | Základní část |   | Play off | Play off | Play off | Play off | Play off |
| Sezóna       | Klub                  | Soutěž       | Z   | G             | A             | B             | TM            | Z             | G | A        | B        | TM       |          |          |
| 2006/2007    | HC Košice             | SHL-18       | 16  | 0             | 3             | 3             | 6             | —             | — | —        | —        | —        |          |          |
| 2007/2008    | HC Košice             | SHL-18       | 59  | 3             | 29            | 32            | 36            | —             | — | —        | —        | —        |          |          |
| 2008/2009    | HC Košice             | SHL-18       | 5   | 4             | 4             | 8             | 35            | —             | — | —        | —        | —        |          |          |
| 2008/2009    | HC Košice             | SHL-20       | 49  | 11            | 15            | 26            | 50            | —             | — | —        | —        | —        |          |          |
| 2009/2010    | HK Orange 20          | SHL          | 24  | 2             | 3             | 5             | 30            | —             | — | —        | —        | —        |          |          |
| 2010/2011    | Prince George Cougars | WHL          | 67  | 14            | 42            | 56            | 55            | 4             | 1 | 4        | 5        | 6        |          |          |
| 2010/2011    | Oklahoma City Barons  | AHL          | 1   | 0             | 0             | 0             | 2             | —             | — | —        | —        | —        |          |          |
| 2011/2012    | Prince George Cougars | WHL          | 30  | 4             | 13            | 17            | 25            | —             | — | —        | —        | —        |          |          |
| 2011/2012    | Regina Pats           | WHL          | 28  | 7             | 16            | 23            | 10            | 5             | 2 | 0        | 2        | 6        |          |          |
| 2011/2012    | Oklahoma City Barons  | AHL          | 6   | 0             | 1             | 1             | 2             | —             | — | —        | —        | —        |          |          |
| 2012/2013    | Oklahoma City Barons  | AHL          | 69  | 7             | 23            | 30            | 40            | 17            | 1 | 6        | 7        | 2        |          |          |
| 2013/2014    | Oklahoma City Barons  | AHL          | 24  | 3             | 4             | 7             | 4             | —             | — | —        | —        | —        |          |          |
| 2013/2014    | Edmonton Oilers       | NHL          | 24  | 3             | 4             | 7             | 4             | —             | — | —        | —        | —        |          |          |
| 2014/2015    | Edmonton Oilers       | NHL          | 41  | 1             | 4             | 5             | 16            | —             | — | —        | —        | —        |          |          |
| 2014/2015    | Oklahoma City Barons  | AHL          | 28  | 0             | 7             | 7             | 20            | —             | — | —        | —        | —        |          |          |
| 2015/2016    | Toronto Maple Leafs   | NHL          | 65  | 1             | 6             | 7             | 34            | —             | — | —        | —        | —        |          |          |
| 2016/2017    | Toronto Maple Leafs   | NHL          | 25  | 1             | 6             | 7             | 16            | 6             | 0 | 0        | 0        | 2        |          |          |
| 2017/2018    | Toronto Maple Leafs   | NHL          | 2   | 0             | 0             | 0             | 2             | —             | — | —        | —        | —        |          |          |
| 2017/2018    | Toronto Marlies       | AHL          | 52  | 4             | 16            | 20            | 18            | 20            | 1 | 6        | 7        | 6        |          |          |
| 2018/2019    | Toronto Maple Leafs   | NHL          | 24  | 1             | 4             | 5             | 12            | —             | — | —        | —        | —        |          |          |
| 2018/2019    | Toronto Marlies       | AHL          | 8   | 1             | 3             | 4             | 0             | —             | — | —        | —        | —        |          |          |
| 2019/2020    | Toronto Marlies       | AHL          | 5   | 0             | 1             | 1             | 2             | —             | — | —        | —        | —        |          |          |
| 2019/2020    | Toronto Maple Leafs   | NHL          | 26  | 1             | 3             | 4             | 14            | 3             | 0 | 0        | 0        | 0        |          |          |
| 2020/2021    | Toronto Marlies       | AHL          | 14  | 1             | 4             | 5             | 8             | —             | — | —        | —        | —        |          |          |
| 2021/2022    | HC Oceláři Třinec     | ČHL          | 42  | 4             | 11            | 15            | 18            | 14            | 1 | 3        | 4        | 10       |          |          |
| 2022/2023    | HC Oceláři Třinec     | ČHL          | 48  | 2             | 12            | 14            | 28            | 22            | 2 | 5        | 7        | 14       |          |          |
| 2023/2024    | HC Oceláři Třinec     | ČHL          | 46  | 3             | 16            | 19            | 18            | 16            | 0 | 4        | 4        | 4        |          |          |
| 2024/2025    | HC Oceláři Třinec     | ČHL          | 20  | 1             | 4             | 5             | 12            | 8             | 0 | 3        | 3        | 8        |          |          |
| Celkem v NHL | Celkem v NHL          | Celkem v NHL | 227 | 5             | 29            | 34            | 110           | 9             | 0 | 0        | 0        | 2        |          |          |
| Celkem v AHL | Celkem v AHL          | Celkem v AHL | 207 | 16            | 59            | 75            | 96            | 45            | 2 | 14       | 16       | 14       |          |          |

## Reprezentace
| Rok                       | Tým                       | Soutěž                    | Z  | G | A | B  | TM |
| ------------------------- | ------------------------- | ------------------------- | -- | - | - | -- | -- |
| 2009                      | Slovensko 18              | MS-18                     | 6  | 0 | 1 | 1  | 4  |
| 2010                      | Slovensko 18              | MS-18                     | 6  | 2 | 1 | 3  | 8  |
| 2010                      | Slovensko 20              | MSJ                       | 6  | 0 | 2 | 2  | 6  |
| 2011                      | Slovensko 20              | MSJ                       | 2  | 0 | 0 | 0  | 27 |
| 2012                      | Slovensko 20              | MSJ                       | 6  | 1 | 2 | 3  | 2  |
| 2014                      | Slovensko                 | OH                        | 4  | 0 | 0 | 0  | 4  |
| 2014                      | Slovensko                 | MS                        | 7  | 1 | 1 | 2  | 12 |
| 2016                      | Slovensko                 | MS                        | 7  | 0 | 2 | 2  | 4  |
| 2019                      | Slovensko                 | MS                        | 7  | 3 | 4 | 7  | 0  |
| 2021                      | Slovensko                 | OH-k.                     | 3  | 0 | 0 | 0  | 0  |
| 2022                      | Slovensko                 | OH                        | 7  | 1 | 0 | 1  | 0  |
| Juniorská kariéra celkově | Juniorská kariéra celkově | Juniorská kariéra celkově | 26 | 3 | 6 | 9  | 53 |
| Seniorská kariéra celkově | Seniorská kariéra celkově | Seniorská kariéra celkově | 35 | 5 | 7 | 12 | 20 |